# 中国驻赞比亚大使列表
本列表為中華人民共和國駐赞比亚历任大使名录。

## 历任中国驻赞比亚大使

### 中华人民共和国驻赞比亚大使（1964年至今）
1964年10月29日，中华人民共和国与赞比亚建交。
| 姓名   | 任命           | 任命           | 到任           | 递交国书       | 免职           | 免职           | 离任          | 外交衔级 | 外交职务     | 备注                                              |
| 姓名   | 全国人大常委会 | 主席           | 到任           | 递交国书       | 全国人大常委会 | 主席           | 离任          | 外交衔级 | 外交职务     | 备注                                              |
| ------ | -------------- | -------------- | -------------- | -------------- | -------------- | -------------- | ------------- | -------- | ------------ | ------------------------------------------------- |
| 李振河 | 不適用         | 不適用         | 1964年11月28日 | 1964年11月30日 | 不適用         | 不適用         | 1965年3月14日 | 参赞     | 临时代办     | 筹备开馆                                          |
| 秦力真 | 1964年12月19日 | 1965年2月12日  | 1965年3月14日  | 1965年3月18日  | 不適用         | 不適用         | 1972年7月     | 大使     | 特命全权大使 | 1967年至1969年6月奉命回国，期间由李振河任临时代办 |
| 李强奋 | 不適用         | 不適用         | 1972年8月28日  | 1972年9月4日   | 1977年10月24日 | 不適用         | 1977年9月18日 | 大使     | 特命全权大使 |                                                   |
| 葛步海 | 1977年10月24日 | 不適用         | 1978年3月10日  | 1978年3月14日  | 不適用         | 不適用         | 1981年6月     | 大使     | 特命全权大使 | 1981年12月25日在北京病逝                          |
| 张俊华 | 1982年3月8日   | 不適用         | 1982年6月      | 1982年7月7日   | 1984年7月7日   | 1984年12月14日 | 1984年11月    | 大使     | 特命全权大使 |                                                   |
| 顾家骥 | 1984年7月7日   | 1985年5月7日   | 1985年1月      | 1985年2月8日   | 1987年3月19日  | 1987年8月13日  | 1987年6月     | 大使     | 特命全权大使 |                                                   |
| 周明基 | 1987年3月19日  | 1987年8月13日  | 1987年8月      | 1987年9月7日   | 1991年6月29日  | 1991年9月3日   | 1991年7月     | 大使     | 特命全权大使 |                                                   |
| 杨增业 | 1991年6月29日  | 1991年9月3日   | 1991年10月     |                | 1996年7月5日   | 1996年11月12日 | 1996年10月    | 大使     | 特命全权大使 |                                                   |
| 王云翔 | 1996年7月5日   | 1996年11月12日 | 1996年11月     |                | 1999年4月29日  | 1999年9月7日   | 1999年7月     | 大使     | 特命全权大使 |                                                   |
| 彭克玉 | 1999年4月29日  | 1999年9月7日   | 1999年8月      | 1999年9月2日   | 2003年6月28日  | 2004年1月29日  | 2003年12月    | 大使     | 特命全权大使 |                                                   |
| 胡守勤 | 2003年6月28日  | 2004年1月29日  | 2004年1月      | 2004年1月14日  | 2005年2月28日  | 2005年8月6日   | 2004年11月    | 大使     | 特命全权大使 | 兼驻东南非共同市场                                |
| 李保东 | 2005年2月28日  | 2005年8月6日   | 2005年8月      | 2005年9月1日   | 2006年12月29日 | 2007年4月20日  | 2007年3月     | 大使     | 特命全权大使 | 兼驻东南非共同市场                                |
| 李强民 | 2006年12月29日 | 2007年4月20日  | 2007年4月21日  | 2007年4月26日  | 2010年12月25日 | 2011年6月1日   | 2011年5月     | 大使     | 特命全权大使 | 兼驻东南非共同市场                                |
| 周欲晓 | 2010年12月25日 | 2011年6月1日   | 2011年5月23日  | 2011年6月1日   | 2014年2月27日  | 2014年8月27日  | 2014年7月     | 大使     | 特命全权大使 | 兼驻东南非共同市场                                |
| 杨优明 | 2014年2月27日  | 2014年8月27日  | 2014年7月20日  | 2014年9月2日   | 2018年2月24日  | 2018年5月31日  | 2018年4月     | 大使     | 特命全权大使 | 兼驻东南非共同市场                                |
| 李杰   | 2018年2月24日  | 2018年5月31日  | 2018年5月15日  | 2018年6月29日  | 2021年12月24日 | 2022年4月29日  | 2022年2月     | 大使     | 特命全权大使 | 兼驻东南非共同市场                                |
| 杜晓晖 | 2021年12月24日 | 2022年4月29日  | 2022年4月17日  | 2022年5月12日  |                | 2024年8月23日  | 2024年5月24日 | 大使     | 特命全权大使 | 兼驻东南非共同市场                                |
| 韩镜   |                | 2024年8月23日  | 2024年8月6日   | 2024年8月9日   | 现任           |                |               | 大使     | 特命全权大使 | 兼驻东南非共同市场                                |